# Lex Manilia de libertinorum suffragiis
La Lex Manilia de libertinorum suffragiis era un plebiscito proposto dal tribuno Gaio Manilio, per dare ai libertini il diritto di voto in tutte le tribù e fatto approvare irregolarmente nelle feste Compitali, il 29 dicembre del 67 a.C.. Fu dal Senato, su proposta dei nuovi consoli M. Emilius Lepidus e Volcatius Tullius, immediatamente cassato al 1º gennaio.